# 富士山麓 ALL NIGHT LIVE 2015
『富士山麓 ALL NIGHT LIVE 2015』（ふじさんろく・オールナイトライブ・にせんじゅうご）は、日本のミュージシャンである長渕剛のライブ・ビデオおよびライブ・アルバム。
2016年2月3日にユニバーサルミュージックからリリースされた。ライブ・ビデオとしては『“ARENA TOUR 2014 ALL TIME BEST" Live! one love, one heart』（2014年）以来およそ1年2ヶ月ぶり、ライブ・アルバムとしては『長渕剛 ALL NIGHT LIVE IN 桜島 04.8.21』（2004年）以来およそ11年ぶりとなるリリースであり、どちらも長渕がプロデュースを担当している。
2015年8月22日に富士山麓ふもとっぱら特設ステージにて開催された「100,000 Fuji All Night Live 2015」の模様を全曲収録している。再デビュー曲である「巡恋歌」（1978年）からこのライブのために製作されたシングル「富士の国」（2015年）まで過去の曲から万遍なく選曲されている。
オリコンチャートでは、Blu-ray DiscおよびDVD部門で自身初の最高位1位を獲得した他、CD部門では最高位5位を獲得、これにより長渕のアルバム総売上枚数は1108.0万枚となり、2015年9月7日付けで一度井上陽水に抜かれ3位となったが、5カ月ぶりに男性ソロ歌手部門で2位に返り咲く事となった。

## 背景
オールタイムベストアルバム『Tsuyoshi Nagabuchi All Time Best 2014 傷つき打ちのめされても、長渕剛。』（2014年）リリース後、長渕は8月16日の横浜アリーナより9月20日のゼビオアリーナ仙台に至るまで、全国7都市全12公演におよぶライブツアー「ARENA TOUR 2014 ALL TIME BEST」を開催した。その後、12月17日には書き上げてからアレンジも施さずにピアノのみでレコーディングし、そのまま配信限定シングルとして「明日へ続く道」をリリース、12月31日にはNHK総合音楽番組『第62回NHK紅白歌合戦』（2011年）以来3年ぶりとなる『第65回NHK紅白歌合戦』（2014年）に出演し「明日へ続く道」を演奏した。NHK側は当初「とんぼ」などの著名な曲を演奏するよう要請したが、長渕はこれを拒否し新曲の演奏に拘ったという。
またこの時期に長渕は、東日本大震災の被災地を訪れた経験から富士山へ行かなければならないとの思いが芽生え、富士山へと足を運んだ。富士の東側では陸上自衛隊が東富士演習場にて砲弾演習を行っており、富士山へ向けて砲弾を撃ち込んでいたが、これに疑問を感じた長渕が尋ねると、自衛隊員も世界遺産である富士山に向けて砲弾演習を行うことに矛盾を感じていたという。自衛隊員に対して「戦争へ行きたいか」と尋ねると、「誰も行きたいとは思っていません」との回答があり、さらに「この場所で10万人ライブは可能か」と尋ねると、「とんでもないです、八月は雨、風、雷が続きます」との回答があった。その後、富士山の西側へと向かった長渕はふもとっぱらに辿り着き、「帰っておいで!」と迎え入れられた感覚を覚え、この場所でのオールナイトライブの決行を決意した。同年9月18日には記者会見にて2015年8月22日に富士山麓にてオールナイトライブを敢行すると発表した。
2015年に入り、長渕は富士山ライブに向けたBSフジのバラエティ番組『ブチまけろ! 炎の魂 長渕炎陣』を開始、様々な悩みを持つ者たちが、回ごとに異なるテーマに沿って長渕と討論するという番組内容であり、1月4日から3月28日にかけて全11回がオンエアされた。また、富士山麓オールナイトライブの前哨戦として、3月6日の市原市市民会館から5月8日の鹿児島アリーナに至るまで、全国13都市全14公演におよぶライブツアー「HALL TOUR 2015 "ROAD TO FUJI"」を開催した。
6月22日には富士山麓オールナイトライブのために制作したシングル「富士の国」をリリースした。その他、この年にはテレビ出演が数多くなり、1月31日に日本テレビ系バラエティ番組『嵐にしやがれ』（2010年 - ）、7月12日に日本テレビ系報道番組『Going!Sports&News』（2010年 - ）に出演した他、7月19日にはフジテレビ系情報番組『ワイドナショー』（2013年 - ）に出演し、平和安全法制の話題の際に、「東日本大震災を思い出してほしい。若き自衛隊員がどれだけのことをやってくれたか。彼らを死なせるのか。彼らを死なせていいのか。いまのこの流れでいくと、理屈はわからないんですけどね、感覚論としてね、戦争が近づいている気がするの。もう紛れもなくそこに近づいている気がしますよ。それをね、僕たちはどうやって阻止すべきかってことを非常に真剣に考える局面がありますよ」と持論を語った。さらに7月20日にはフジテレビ系バラエティ番組『ライオンのごきげんよう』（1991年 - 2016年）に出演、8月13日には日本テレビ系バラエティ番組『ぐるぐるナインティナイン』の「グルメチキンレース・ゴチになります!」に出演した。これに関して、テレビ出演の多さはオールナイトライブチケットの売上不振によるものではないかとニュースサイト「asagei plus」では報じている。

## 録音
本作は2015年8月22日に富士山麓ふもとっぱらにて開催された「100,000 Fuji All Night Live 2015」の模様を収録している。
ライブ当日には、長渕による直筆の『富士の国』詩画や妻の志穂美悦子によるフラワーアートが展示され、「長渕食堂」と名付けられた店では「長渕家のベジカレー」や「長渕家の煮しめ」、「長渕家黄金比率カルピス」などが提供された。ギターの持込が許可されたため、場内では長渕に扮したファンが多数演奏を行っていた。当日は第一部が午後11時30分頃まで行われ、第二部ではシンガーソングライターのMAIKO、ラッパーの輪入道がゲストとして登場。ライブは翌日の午前6時頃まで行われ、全44曲が演奏された。しかし、交通の便の悪い場所でのライブであった事もあり、現地では食事やグッズの購入、トイレに至るまですべてに莫大な時間を要する結果となり、周囲のスタッフも実現するまでは懐疑的であったという。またこのイベントには様々なトラブルが発生しており、開催日が近づくにつれてオークションサイトなどでチケットが投げ売りされた事や、現地への交通手段はイベンター側が用意したシャトルバスしか許可されなかった事、当日長渕が登場する際に乗っていたヘリコプターの風圧で救護用テント2つ倒壊、スタッフ2人負傷、ゲストで出演した輪入道が安倍晋三首相を名指しで非難、ブーイングが発生するなどの事態となった。その他にもライブ終了後の移動手段がシャトルバスしか用意されていなかったため、聴衆はリストバンドのカナ順で退場する事となり、真夏の炎天下に最長で10時間経過しても退場できないケースも発生した。また、約10万人を動員したと言われているが、「どう見ても、その半分もいない」と語るスポーツ紙記者もいたという。
このような事態に対して長渕は、1970年代に行われていた全日本フォークジャンボリーに倣い「もっともっとしんどくてもいいと思ってる」、「もっともっと粗野でよかったのではないか」と語り、会場内のトイレやフードコートなども減らすように提案していたが、イベント会社側から「最低限のものは整えましょう」と頑なに拒否されたという。

## 構成
イベントは当日の午後8時38分に、ヘリコプターにて登場した長渕がステージに降り立ちライブ開始となった。始めの曲は「JAPAN」であり、バックバンドは前年のツアーと同じメンバーで、数曲演奏した後に長渕独演の弾き語りが開始された。第一部最後の曲は「勇次」であり、終了時刻は午後11時30分頃であった。
第二部は「とんぼ」の演奏から開始され、最後は予定にはなかった曲として「巡恋歌」を引き語りで演奏し第二部が終了した。
第三部の開始は午前3時頃となり、「絆-KIZUNA-」の演奏から開始され、長年に亘り長渕の制作に携わってきた笛吹利明との6年ぶりの共演による「鶴になった父ちゃん」、そして「STAY DREAM」によって第三部が終了した。
第四部の開始は午前4時45分頃となり、「明日をくだせえ」の演奏から開始され、日出とともに富士山が出現したタイミングで「富士の国」を演奏、午前6時30分になった頃に最後の曲「明日へ続く道」が演奏されライブは終了となった。

## リリース
本作リリースの告知は2015年12月11日に音楽ナタリー、リアルサウンド、CDジャーナルなどのWeb媒体にて行われた。
その後、2016年2月3日にユニバーサルミュージックよりBlu-ray DiscおよびDVD5枚組のセット、またCD5枚組+DVD1枚の3種類の形態でリリースされた。

## プロモーション
リリースされた2月3日には新宿バルト9にて「スペシャル・ドキュメンタリー上映会」が開催され、400名のファンを招待した上、長渕は舞台挨拶を行った。2月13日には青山ブックセンター本店にて開催された「『長渕剛：民衆の怒りと祈りの歌』刊行記念トーク＆サイン会」に参加し、70名のファンの前でトークを行った。
2017年8月14日から21日にはユニカビジョンにて本作のスペシャル上映会が開催された。

## チャート成績

### Blu-ray Disc&DVD
Blu-ray Disc版は初週で1.0万枚を売り上げ、オリコンチャートの週間BDランキングでは2月15日付けで自身初の1位となった。それまでの長渕の週間BDランキング最高位は『THE TRUTH』（2013年）が記録した2013年4月1日付けの11位であり、初週売り上げは6,148枚であったがそれらを上回り、自己最高記録となった。また、DVD版は初週1.3万枚を売り上げ、週間DVDランキングで3位となった。

### CD
CD版は初週で1.2万枚を売り上げ、オリコンチャートの週間ランキングでは2月15日付けで5位となった。この結果により、長渕のアルバム総売上枚数は1108.0万枚となり、同記録において男性ソロ歌手部門で歴代2位となった。2015年9月7日付けで一度井上陽水に抜かれ3位となったが、5カ月ぶりに2位に返り咲く事となった。
また、タワーレコードの売り上げチャートでは2月1日付けで渋谷で26位となり、さらに「ジャパニーズ ロック&ポップス アルバム」部門では2月1日付けで9位となった。

## 収録曲

### Blu-ray Disc&DVD
全作詞・作曲: 長渕剛（特記除く）。
| #   | タイトル                       | 作詞 | 作曲・編曲 |
| --- | ------------------------------ | ---- | ---------- |
| 1.  | 「JAPAN」                      |      |            |
| 2.  | 「GO STRAIGHT」                |      |            |
| 3.  | 「SHA-LA-LA」                  |      |            |
| 4.  | 「ひまわり」                   |      |            |
| 5.  | 「GOOD-BYE青春」(作詞：秋元康) |      |            |
| 6.  | 「愛してるのに」               |      |            |
| 7.  | 「くそったれの人生」           |      |            |
| 8.  | 「裸足のまんまで」             |      |            |
| 9.  | 「かましたれ!」                |      |            |
| 10. | 「夏祭り」                     |      |            |
| 11. | 「パークハウス 701 in 1985」   |      |            |
| 12. | 「THANK YOU WOMAN」            |      |            |
| 13. | 「泣いてチンピラ」             |      |            |
| 14. | 「勇次」                       |      |            |

| #   | タイトル                 | 作詞 | 作曲・編曲 |
| --- | ------------------------ | ---- | ---------- |
| 1.  | 「とんぼ」               |      |            |
| 2.  | 「 親知らず」            |      |            |
| 3.  | 「三羽ガラス」           |      |            |
| 4.  | 「SUPER STAR」           |      |            |
| 5.  | 「蝉 semi」              |      |            |
| 6.  | 「カモメ」               |      |            |
| 7.  | 「ひとつ」               |      |            |
| 8.  | 「しあわせになろうよ」   |      |            |
| 9.  | 「女よ、GOMEN」          |      |            |
| 10. | 「ファイティングポーズ」 |      |            |
| 11. | 「 東京青春朝焼物語」    |      |            |
| 12. | 「桜島 SAKURAJIMA」      |      |            |
| 13. | 「巡恋歌」               |      |            |

| #  | タイトル                | 作詞 | 作曲・編曲 |
| -- | ----------------------- | ---- | ---------- |
| 1. | 「絆 -KIZUNA-」         |      |            |
| 2. | 「 LONG LONG TIME AGO」 |      |            |
| 3. | 「乾杯」                |      |            |
| 4. | 「CLOSE YOUR EYES」     |      |            |
| 5. | 「シェリー」            |      |            |
| 6. | 「鶴になった父ちゃん」  |      |            |
| 7. | 「STAY DREAM 」         |      |            |

| #  | タイトル           | 作詞 | 作曲・編曲 |
| -- | ------------------ | ---- | ---------- |
| 1. | 「明日をくだせえ」 |      |            |
| 2. | 「青春」           |      |            |
| 3. | 「しゃぼん玉」     |      |            |
| 4. | 「Myself」         |      |            |
| 5. | 「LICENSE」        |      |            |
| 6. | 「富士の国」       |      |            |
| 7. | 「明日へ向かって」 |      |            |
| 8. | 「Success」        |      |            |
| 9. | 「明日へ続く道 」  |      |            |

Disc 5 SPECIAL DOCUMENTARY DISC

### CD
全作詞・作曲: 長渕剛（特記除く）。
| #         | タイトル                       | 作詞  | 作曲・編曲 | 時間 |
| --------- | ------------------------------ | ----- | ---------- | ---- |
| 1.        | 「JAPAN」                      |       |            | 6:41 |
| 2.        | 「GO STRAIGHT」                |       |            | 7:17 |
| 3.        | 「SHA-LA-LA」                  |       |            | 9:39 |
| 4.        | 「ひまわり」                   |       |            | 7:26 |
| 5.        | 「GOOD-BYE青春」(作詞：秋元康) |       |            | 6:40 |
| 6.        | 「愛してるのに」               |       |            | 5:14 |
| 7.        | 「くそったれの人生」           |       |            | 7:49 |
| 合計時間: | 合計時間:                      | 50:46 |            |      |

| #         | タイトル                     | 作詞  | 作曲・編曲 | 時間  |
| --------- | ---------------------------- | ----- | ---------- | ----- |
| 1.        | 「裸足のまんまで」           |       |            | 7:13  |
| 2.        | 「かましたれ!」              |       |            | 4:45  |
| 3.        | 「夏祭り」                   |       |            | 4:41  |
| 4.        | 「パークハウス 701 in 1985」 |       |            | 7:14  |
| 5.        | 「THANK YOU WOMAN」          |       |            | 3:51  |
| 6.        | 「泣いてチンピラ」           |       |            | 9:37  |
| 7.        | 「勇次」                     |       |            | 15:41 |
| 合計時間: | 合計時間:                    | 53:02 |            |       |

| #         | タイトル                 | 作詞  | 作曲・編曲 | 時間 |
| --------- | ------------------------ | ----- | ---------- | ---- |
| 1.        | 「とんぼ」               |       |            | 6:20 |
| 2.        | 「 親知らず」            |       |            | 6:33 |
| 3.        | 「三羽ガラス」           |       |            | 6:42 |
| 4.        | 「SUPER STAR」           |       |            | 3:48 |
| 5.        | 「蝉 semi」              |       |            | 3:51 |
| 6.        | 「カモメ」               |       |            | 8:43 |
| 7.        | 「ひとつ」               |       |            | 5:54 |
| 8.        | 「しあわせになろうよ」   |       |            | 4:44 |
| 9.        | 「女よ、GOMEN」          |       |            | 5:31 |
| 10.       | 「ファイティングポーズ」 |       |            | 6:44 |
| 11.       | 「 東京青春朝焼物語」    |       |            | 7:28 |
| 12.       | 「桜島 SAKURAJIMA」      |       |            | 6:02 |
| 13.       | 「巡恋歌」               |       |            | 2:53 |
| 合計時間: | 合計時間:                | 75:13 |            |      |

| #         | タイトル                | 作詞  | 作曲・編曲 | 時間  |
| --------- | ----------------------- | ----- | ---------- | ----- |
| 1.        | 「絆 -KIZUNA-」         |       |            | 9:21  |
| 2.        | 「 LONG LONG TIME AGO」 |       |            | 6:11  |
| 3.        | 「乾杯」                |       |            | 4:27  |
| 4.        | 「CLOSE YOUR EYES」     |       |            | 7:12  |
| 5.        | 「シェリー」            |       |            | 7:44  |
| 6.        | 「鶴になった父ちゃん」  |       |            | 13:32 |
| 7.        | 「STAY DREAM 」         |       |            | 9:04  |
| 8.        | 「青春」                |       |            | 5:46  |
| 9.        | 「しゃぼん玉」          |       |            | 5:46  |
| 合計時間: | 合計時間:               | 69:03 |            |       |

| #         | タイトル           | 作詞  | 作曲・編曲 | 時間  |
| --------- | ------------------ | ----- | ---------- | ----- |
| 1.        | 「明日をくだせえ」 |       |            | 5:29  |
| 2.        | 「Myself」         |       |            | 6:11  |
| 3.        | 「LICENSE」        |       |            | 7:52  |
| 4.        | 「富士の国」       |       |            | 22:12 |
| 5.        | 「明日へ向かって」 |       |            | 6:21  |
| 6.        | 「Success」        |       |            | 7:33  |
| 7.        | 「明日へ続く道 」  |       |            | 13:10 |
| 合計時間: | 合計時間:          | 68:48 |            |       |

Disc 6 2015.8.22 「富士の国」スペシャルLIVE DVD